# Де Пане
Де Пане (на нидерландски: De Panne) е селище в Северозападна Белгия, окръг Вьорне на провинция Западна Фландрия. Населението му е около 10 100 души (2006).